# ایندیانا جونز و قلمرو جمجمه بلورین
ایندیانا جونز و قلمرو جمجمهٔ بلورین (انگلیسی: Indiana Jones and the Kingdom of the Crystal Skull) فیلمی آمریکایی در ژانر اکشن-ماجراجویی به کارگردانی استیون اسپیلبرگ است که در ۲۰۰۸ منتشر شد. این چهارمین قسمت از مجموعهٔ ایندیانا جونز است و ۱۹ سال بعد از فیلم قبلی منتشر شد. داستان این فیلم در ۱۹۵۷ جریان دارد و داستان ایندیانا جونز (هریسون فورد) در مقابل مأموران کاگ‌ب شوروی به رهبری ایرینا اسپالکو (کیت بلانشت) را روایت می‌کند که در جستجوی یک جمجمهٔ بلورین هستند. در طول این داستان معشوقهٔ سابقش ماریون ریونوود (کارن آلن) و پسرش مت ویلیامز (شایا لباف) به ایندیانا کمک می‌کنند. ری وینستون، جان هرت و جیم برودبنت در نقش‌های مکمل حضور دارند.
فیلم‌نامه‌نویسان جب استوارت، جفری بوم، فرانک دارابونت، جرج لوکاس و جف نیثنسن پیش‌نویس‌هایی را برای داستان فیلم نوشتند اما در نهایت فیلم‌نامهٔ دیوید کپ تهیه‌کنندگان را راضی کرد. سازندگان فیلم قصد داشتند به فیلم‌های علمی تخیلی درجهٔ ب در دههٔ ۱۹۵۰ ادای احترام کنند. مراحل فیلم‌برداری در ۱۸ ژوئن ۲۰۰۷ در مکان‌های مختلف در نیومکزیکو، نیوهیون، کنتیکت، هاوایی و فرزنو، کالیفرنیا آغاز شد. برای حفظ تداوم زیبایی‌شناختی با فیلم‌های قبلی، عوامل فیلم به جای بدل‌کاری تولیدشده توسط کامپیوتر، به بدلکاری سنتی متکی بودند و یانوش کامینسکی، فیلم‌بردار فیلم، سبک داگلاس اسلوکام از فیلم‌های قبلی را مطالعه کرد.
ایندیانا جونز و قلمرو جمجمهٔ بلورین در ۱۸ می ۲۰۰۸ در جشنواره فیلم کن ۲۰۰۸ به نمایش درآمد و در ۲۲ می ۲۰۰۸ در سراسر جهان اکران شد. این فیلم عموماً نقدهای مثبتی از منتقدان دریافت کرد اما با واکنش‌های متفاوتی از سوی مخاطبان مواجه شد. منتقدان فیلم را به دلیل جلوه‌های بصری، اجراها، سکانس‌های اکشن، موسیقی جان ویلیامز و طراحی لباس تحسین کردند، اما از دیالوگ‌ها، خط داستانی، روند و استفادهٔ بیش از حد از سی‌جی‌ای انتقاد کردند. این فیلم مانند سه فیلم قبلی این مجموعه با موفقیت مالی همراه بود و بیش از ۷۹۰ میلیون دلار در سرتاسر جهان فروخت و به پرفروش‌ترین فیلم این فرنچایز تبدیل شد؛ همچنین دومین فیلم پرفروش سال ۲۰۰۸ بود. پارامونت در دسامبر ۲۰۱۳ بعد از فروش لوکاس‌فیلم، حق پخش فیلم‌های آیندهٔ مجموعهٔ ایندیانا جونز را به شرکت والت دیزنی فروخت. دنباله‌ای با نام ایندیانا جونز و گردانه سرنوشت در سال ۲۰۲۳ منتشر شد.

## بازیگران
- هریسون فورد در نقش ایندیانا جونز
- کیت بلانشت
- کارن آلن
- ری وینستون
- جان هرت
- جیم برودبنت
- شایا لباف